# Омоа
Омоа (фр. Omo'a) — невелике село й долина на південному заході Фату-Хіви. Населення — 247 жителів. Омоа є адміністративним центром острова. Там розміщена єдина протестантська церква на острові. Долина має форму півмісяця, обмежуючи з півдня центральне плато Фату-Хіви. Саме в Омоа Тур Хеєрдал ступив на острів, однак жив він на сході острова, в Уї.